# Budapest Aircraft Services
Budapest Aircraft Services is een Hongaarse luchtvaartmaatschappij, opgericht in 1991. Budapest Aircraft Services heeft haar thuisbasis in Boedapest. De vloot van Budapest Aircraft Services bestaat uit 3 Antonov AN-26(A) en 3 Antonov AN-26B (2007).